# De mi puño y letra
De mi puño y letra es el nombre de un álbum de estudio grabado por el cantautor venezolano Carlos Baute, Fue lanzado al mercado por el sello discográfico Warner Music Spain el 1 de abril de 2008 y se relanzó al mercado el 30 de junio de 2009. El álbum fue grabado en la México, D.F., México y Madrid, España y cuenta con la producción del propio artista Carlos Baute, junto a Armando Ávila y Juan Carlos Mougel. Fue estrenado el 13 de octubre de 2008. Lanzando como segundo sencillo para promover su nueva producción discográfica "Colgando en tus manos", el cual tiene 2 versiones tanto en sencillo como en vídeo, el primero lanzado al aire el 14 de julio de 2008 es interpretado solo por el artista, el segundo estrenado el 13 de octubre de 2008 es interpretado por Baute y con la cantante española Marta Sánchez.
Carlos Baute dio a conocer sus canciones el año 2008 y actualmente el año 2009 en todo el mundo, pues el artista ha interpretado temas del disco con artistas como Franco De Vita y Marta Sánchez. En 2008 Baute lanzó su primer sencillo bajo el nombre de "Tú no sabes qué tanto" el 10 de marzo de 2008, sencillo que incluye un video. Posteriormente, lanzó su tercer sencillo y video llamado "Nada se compara a ti" el 1 de junio de 2009.

## Lista de canciones

### Edición estándar
|                  | Título                                      | Duración |
| ---------------- | ------------------------------------------- | -------- |
| Edición estándar |                                             |          |
| Mundo            |                                             |          |
| 1                | "Colgando en tus manos (con Marta Sánchez)" | 3:53     |
| 2                | "No me abandones amiga mía"                 | 3:49     |
| 3                | "En nuestro aniversario"                    | 3:16     |
| 4                | "Llora mis labios"                          | 3:33     |
| 5                | "Tú no sabes qué tanto"                     | 3:30     |
| 6                | "¿Donde está el amor qué no duele?"         | 3:27     |
| 7                | "Nada se compara a ti (con Franco De Vita)" | 3:47     |
| 8                | "Te extraño porque te extraño"              | 3:30     |
| 9                | "Me quiero casar contigo"                   | 3:49     |
| 10               | "Mariana no quiere ser mojigata"            | 4:31     |
| 11               | "Qué fácil es decir que te quiero"          | 3:41     |

### Edición 2009
|                  | Título                                      | Duración |
| ---------------- | ------------------------------------------- | -------- |
| Edición estándar |                                             |          |
| Mundo            |                                             |          |
| 1                | "Colgando en tus manos (con Marta Sánchez)" | 3:53     |
| 2                | "No me abandones amiga mía"                 | 3:49     |
| 3                | "En nuestro aniversario"                    | 3:16     |
| 4                | "Llora mis labios"                          | 3:33     |
| 5                | "Tú no sabes qué tanto"                     | 3:30     |
| 6                | "¿Donde está el amor qué no duele?"         | 3:27     |
| 7                | "Nada se compara a ti (con Franco De Vita)" | 3:47     |
| 8                | "Te extraño porque te extraño"              | 3:30     |
| 9                | "Me quiero casar contigo"                   | 3:49     |
| 10               | "Mariana no quiere ser mojigata"            | 4:31     |
| 11               | "Qué fácil es decir que te quiero"          | 3:41     |
| 12               | "Colgando en tus manos"                     |          |
| 13               | "Mentiras son mentiras"                     |          |
| 14               | "Nada se compara a ti"                      |          |
| 15               | "Colgando en tus manos (Remix)"             |          |
| 16               | "Tú no sabes qué tanto (Remix)"             |          |

- Datos: Q5244623